# Мари, Николай Николаевич
Николай Николаевич Мари (1858—1921) — российский и советский ветеринар, патолог, эпизоотолог и бактериолог; ректор Донского (Новочеркасского) ветеринарного института.

## Биография
Николай Николаевич Мари родился 25 декабря 1858 года в городе Казани.
Получил образование в Казанском ветеринарном институте, после окончания которого принимал деятельное участие в ликвидации чумы крупного рогатого скота в Казанской губернии.
До 1891 года Мари служил в земстве, затем занял место доцента кафедры общей патологии, патологической анатомии и гистологии Варшавского ветеринарного института.
В 1902 году стал профессором Военно-медицинской академии.
После Октябрьского переворота, в 1919 году, был назначен на должность ректора Донского (Новочеркасского) ветеринарного института.
Николай Николаевич Мари умер 1 июля 1921 года в городе Новочеркасске.
Кроме беллетристических очерков в журнале «Мысль», им были изданы следующие труды: «Печеночно-глистная болезнь. Distomatosis» (Казань, 1887); «Самарский уезд в ветеринарно-санитарном отношении» («Учёные записки казанского ветеринарного института», 1884); «Офтальмоскопия и ее применение к ветеринарной медицине» («Учёные записки казанского ветеринарного института», 1888); «Основы патолого-анатомической диагностики» (4-е издание, 1913); «Основы учения о зоонозах» (Санкт-Петербург, 1909); «Мясоведение. Руководство по осмотру мяса для врачей и студентов» (М., 1929) и другие работы.